# Comitatul Palatin Saxonia

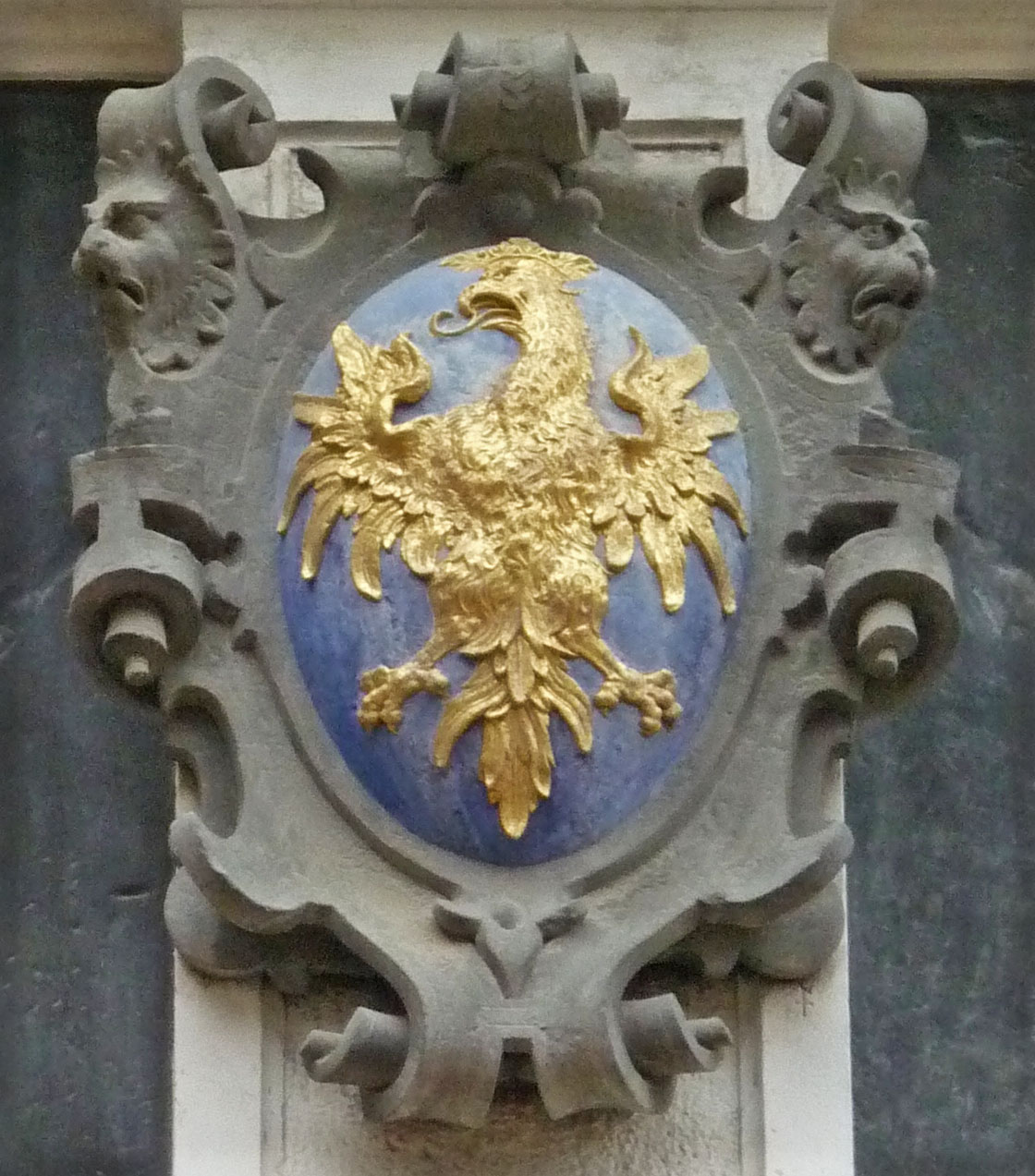
Stema Comitatului Palatin Saxonia

Comitatul Palatin Saxonia a fost înființat de regele romano-german Otto I în partea de sud a Ducatului de Saxonia, în regiunea Saale-Unstrut.
Primul conte palatin saxon a fost Burchard (1003–1017) din Casa Goseck. Odată cu moartea lui Frederic al V-lea în 1179, linia conților palatini din Casa Goseck s-a stins.
În același an împăratul Frederic Barbarossa a dat Comitatul Palatin Saxonia lui Ludovic al III-lea de Turingia din familia Ludovingilor. În 1181 comitatul palatin a fost moștenit de fratele său, Herman. 
După moartea lui Herman în 1217, palatinatul a fost preluat de fiul său, Ludovic al IV-lea care a murit în cruciadă în 1227. Fratele lui Ludovic, Henric Raspe, a preluat guvernarea pentru moștenitorul său, Herman al II-lea, încă minor. Acesta a murit în 1241 la vârsta de 19 ani, iar unchiul său, Henric Raspe, a preluat oficial guvernarea.  
Deoarece nu a avut urmași, în 1242 Henric Raspe a obținut de la împăratul Frederic promisiunea unei viitoare înfeudări cu comitatul palatin Saxonia și landgrafiatul Turingia, a nepotului său, Henric cel Ilustru, din Casa de Wettin. După moartea acestuia, ducele Guelf Henric I de Brunswick-Grubenhagen (d. 1322) a devenit Conte Palatin de Saxonia.  
În 1363 a fost menționat pentru prima dată Comitatul Palatin Saxonia-Allstedt.[